# Fonds photographique Poyet
Pour les articles homonymes, voir Poyet.
 (avril 2024).
Le Fonds photographique Poyet est un fonds photographique français, constitué de 1902 à 1980.

## Description
Il est riche de plus de 100 000 prises de vues, enregistrées dans les 22 volumes de l'inventaire du photographe[réf. nécessaire], donc toutes identifiées, prises par Jean Poyet, photographe à Épernay successeur du premier photographe installé dans cette ville en 1873, M. Legée, ainsi que l'établit l'almanach Matot Braine de cette année. Jean Poyet est l'un des neveux du graveur Louis Poyet.
Ce fonds a pour origine le sauvetage de la destruction en 1987 par le potier rémois Francis Dumelié des plaques de verre et négatifs sur films qui le constituent : elles sont actuellement conservés par une association, le Centre régional de la photographie de Champagne-Ardenne.
Les portraits constituent 90 % des prises de vues concernant les habitants de près de 200 communes de la Marne. Le fonds comprend aussi un millier de négatifs sur le monde du Champagne, et près de 3000 sur des événements d'actualité et sur la vie locale d'Épernay et de sa région.[réf. nécessaire]
Une partie de ces clichés est numérisée et accessible sur le site consacré à ce fonds photographique.
Afin de dépasser la seule portée du site Web, une première exposition de présentation du fonds photographique Poyet a été organisée et présentée à l'Institut International des Vins de Champagne, Villa Bissinger à Ay, en septembre et octobre 2008. Depuis, elle est itinérante, présentée à la demande des municipalités de la région champenoise. Elle a été partenaire du salon international des vins effervescents (VITeff) qui a eu lieu au Millésium d’Épernay, du 14 au 17 octobre 2009.
Pour accompagner cette exposition, un catalogue de 52 pages a été édité sous le titre Le fonds photographique Poyet, un trésor régional  (ISBN 978-2-9532757-0-4), dépôt légal septembre 2008. Il a été préfacé par deux personnalités incontournables en Champagne : le photographe Gérard Rondeau qui a rédigé la préface d'artiste, et l'historien régional Francis Leroy, conservateur des archives municipales d’Épernay.
Au deuxième semestre 2009, le journal local l'Union a ouvert ses colonnes à l'association, et chaque dimanche, de juillet à décembre, un aspect du fonds Poyet a fait l'objet d'articles de 4 à 6 pages très largement illustrés, écrits par Francis Dumelié. Ainsi ont été passés en revue les thèmes suivants :
- Le sauvetage du fonds Poyet
- Les actions villages du centre régional de la photographie en Champagne Ardenne
- Les bébés dans le fonds Poyet
- Prestige de l'uniforme
- Jean Poyet portraitiste
- Costumes et saynètes : les photos d'enfants
- Commerces et foires à Épernay
- Jean Poyet : les belles vacances du temps jadis
- Les véhicules motorisés dans le fonds Poyet
- À l'heure des vendanges
- La "réclame" du champagne
- Caves, celliers, foudres et bonnes bouteilles
- La mécanique du Champagne dans le fonds Poyet
- Emballage et transport du Champagne
- Les accidents de voiture dans le fonds Poyet
- Le deux roues dans le fonds Poyet
- Un certain 11 septembre 1914
- Épernay bombardée
- Un hippodrome oublié à Oiry
- Ouvriers et usines du temps jadis.

Chacun de ces thèmes fera l'objet d'une publication plus importante dans les années à venir.[réf. nécessaire]